# Камень (деревня, Пермский край)
Камень —  упразднённая в 2005 году деревня в Пермском крае России. Входит в Александровский муниципальный округ.

## География
Урочище расположено на правом берегу реки Яйва, немногим выше посёлка Камень.

## История
Официально упразднена 4 июля 2005 года согласно Закону Пермской области № 2320—514 «Об административно-территориальных изменениях в Пермской области».

## Транспорт
Просёлочная дорога от посёлка Камень. 

## Топографические карты
- Лист карты O-40-19. Масштаб: 1 : 100 000. Указать дату выпуска/состояния местности.